# Дефрагментація диска (складник Windows)
Дефрагментàція диска Windows (англ. Windows Disk Defragmenter) - комп'ютерна програма, що входить до складу ОС Microsoft Windows і розроблена для прискорення доступу (а іноді і збільшення обсягу придатного для використання простору) за допомогою повторного впорядкування файлів, збережених на диску для формування безперервної системи зберігання або дефрагментації. Метою даного процесу є оптимізація часу, що витрачається на читання і запис файлів на диску, що скорочує час переміщення головки диска і підвищує швидкість передачі даних.

## Історія
Дефрагментація є частиною оптимізації роботи диска з моменту стабілізації цього процесу в 1975 році. Кілька компаній, крім Norton (Symantec) і Майкрософт, поставляли програми для дефрагментації окремо від способів оптимізації дискового простору.
Версії MS-DOS до версії 6.0 і ОС Windows NT до версії Windows 2000 не включали до складу програму дефрагментації.
Коли програма Defrag, ліцензована корпорацією Symantec, була безплатно включена до складу програмного забезпечення MS-DOS 6.0, використання альтернативних комерційних продуктів стало менш поширеним, оскільки додаткові витрати були невигідні покупцям.

### Windows 9x
Програма дефрагментації диска також входить до складу ОС Windows 95, Windows 98 і Windows Me. Її запуск може бути запланований за допомогою майстра обслуговування і підтримуваних перемикачів командного рядка . Обмеження програми: якщо вміст диска змінюється під час дефрагментації, процес запускається з початку.

## Сучасні версії
ОС Windows 2000, Windows XP і Windows Server 2003 містять базову ліцензійну версію програми Diskeeper, що випускається корпорацією Diskeeper (раніше називалася Executive Software). До складу ОС Windows XP додатково входить службова програма командного рядка Defrag.exe.
Техніки, що використовуються програмою дефрагментації диска, включають в себе наступні  :
1. Перенесення всіх відомостей про індекси або каталоги в одне місце. Перенесення цього місця в центр даних, тобто скорочення шляху на третину, щоб середня відстань при переміщенні головки диска до даних скорочувалася вдвічі в порівнянні з відстанню при розташуванні відомостей про каталоги в легкодоступних областях.
2. Перенесення рідко використовуваних файлів далі від області каталогів.
3. Виконання або пропуск команд користувача, який надає таблицю описів файлів.
4. Забезпечення безперервності файлів, що виключає зайві пошуки при читанні.

### Зміни в ОС Windows Vista
В ОС Windows Vista програма дефрагментації диска містить параметр для автоматичного запуску в запланований час за допомогою планувальника завдань і використовує низьку важливість для центрального процесора, а також новий алгоритм підсистеми введення-виведення з низькою важливістю для забезпечення продовження дефрагментації із застосуванням скороченої кількості ресурсів (менша кількість дій з читання і запису на диск, а також процедур центрального процесора) при використанні комп'ютера. Інтерфейс користувача був спрощений, а кольорові графіки та індикатор виконання повністю видалені. Також в більш ранніх версіях було неможливо вибрати диски для дефрагментації, в той час, як в ОС Windows Vista з пакетом оновлень 1 (SP1) ця функція додана.
Якщо розмір фрагментів файлу перевищує 64 МБ, дефрагментація файлу не виконується при використанні графічного інтерфейсу користувача; в корпорації Майкрософт стверджують, що це викликано відсутністю помітної зміни продуктивності, оскільки час, що витрачається на пошуки таких значних блоків даних, не суттєвий порівняно з часом, що вимагається для їх прочитання. Однак в підсумку для програми дефрагментації диска не потрібно певного обсягу вільного простору для успішної дефрагментації томів (на відміну від виконання повної дефрагментації, що вимагає не менше 15% вільного простору тому). Службова програма командного рядка, Defrag.exe в ОС Windows Vista, забезпечує більший контроль над процесом дефрагментації, наприклад, виконання повної дефрагментації шляхом об'єднання всіх фрагментів незалежно від їх розміру. Ця спеціальна програма може використовуватися для дефрагментації певних томів або просто їх аналізу, аналогічно функціям програми дефрагментації в ОС Windows XP.
Програма дефрагментації диска наразі обслуговується робочою групою з підтримки основних файлових служб Microsoft Core File Services (CFS). Версія ОС Windows Vista була оновлена для додавання в ОС Windows Vista SP1 поліпшень, виконаних в ОС Windows Server 2008. Найбільш значущим поліпшенням є можливість вибору дефрагментовуваних томів.

## Обмеження
У ОС Windows 2000 і пізніших версіях операційних систем програма дефрагментації диска має наступні обмеження:
- Вона не дефрагментує файли, що знаходяться в кошику, або використовуються файли[8]. Зокрема, це обмеження включає до складу файли підкачки та файли глибокого сну.
- Одночасно можна аналізувати або дефрагментувати тільки один том і один зразок дозволяється запускати[9].
- Дефрагментувати можна тільки локальні томи, мережеві томи або знімні носії даних не підтримуються.
- Версію графічного інтерфейсу користувача в системах, що передують ОС Windows Vista, неможливо додати в планувальнику завдань, проте запуск службової програми командного рядка в ОС Windows XP і пізніших версіях запланувати можна.
- Метадані файлової системи NTFS, наприклад, основна таблиця файлів (Master File Table, MFT), або метадані, що описують вміст каталогу, що не піддаються дефрагментації.

Крім того, у версії Windows 2000 присутні наступні обмеження, усунуті в ОС Windows XP: 
- Дефрагментація томів файлової системи NTFS з розмірами кластерів, що перевищують 4 кілобайти (КБ), неможлива.
- Неможливо виконувати точне переміщення нестиснених даних файлу NTFS в ОС Windows 2000. Переміщення одного файлового кластера також забезпечує перенесення частини файлу, що містить кластер розміром 4 КБ.